# مجموعة برايس
مجموعة برايس كانت منظمة فضفاضة من أعضاء الحزب الليبرالي البريطاني التي كُرست لدراسة المنظمات الدولية.
تأسست المجموعة في عام 1914 من قبل دكنسون جولدزورذي لوز، وحضر فيسكونت بريس بعض اجتماعاتها المبكرة. ترأس برايس اللجنة المعنية بالاعتداءات الألمانية المزعومة، وأصبح تقرير عام 1915، المعروف باسم «تقرير برايس»، محور الكثير من عمل المجموعة. 
وخلصت المجموعة إلى أنه من أجل تقليل الفظائع المستقبلية، يجب على الدول الاتفاق على معاهدة ملزمة، من شأنها إجبارها على إحالة النزاعات إلى التحكيم، وفرض عقوبات ضد كل من الموقعين وغير الموقعين، لإجبارهم على قبول هذا التحكيم. اختلف بعض أعضاء المجموعة مع هذه الاستنتاجات؛ على سبيل المثال، عارض آرثر بونسومبي جميع أشكال استخدام القوة، بينما اعتقد جون هوبسون أن أي منظمة دولية لن تكون فعالة ما لم يكن لديها القدرة على الحد من التفاوتات الدولية. 
بينما كانت مجموعة برايس صغيرة، إلا أنها أثبتت نفوذها الشديد، حيث أثرت في تفكير وودرو ويلسون من خلال روابطها مع رابطة فرض السلام. في أواخر عام 1915، اندمجت المجموعة في لجنة أبحاث جمعية فابيان، وبالتالي أصبح اقتراحها جزءًا أساسيًا من السياسة الدولية لحزب العمال. 
تداخلت عضوية المجموعة مع عضوية جمعية عصبة الأمم، وكذلك مع نادي عام 1917. على مدى العقد التالي، انضم معظم أعضائه إلى حزب العمل. 